# Grand Canyon dello Yellowstone

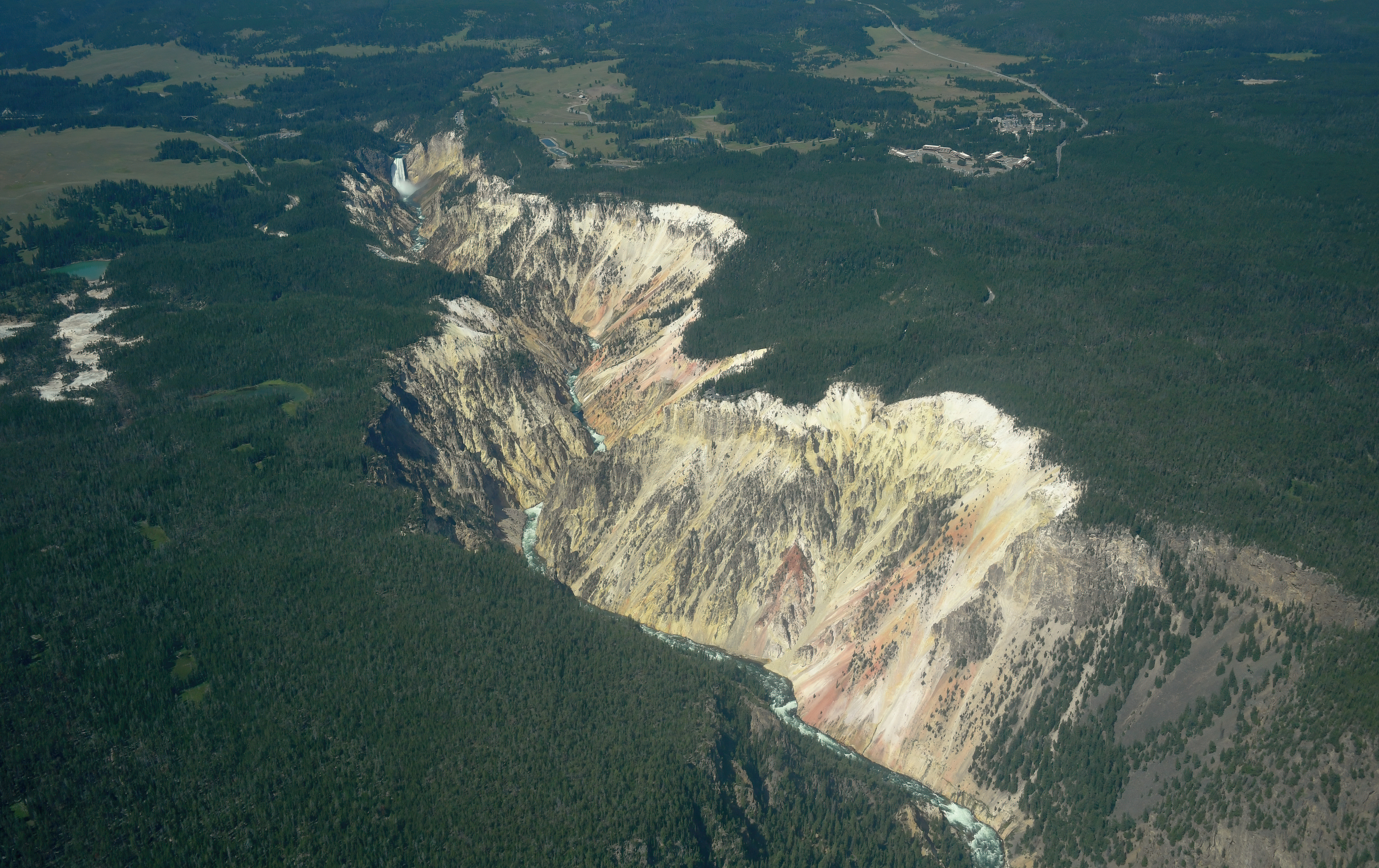
Veduta aerea del Grand Canyon dello Yellowstone da est

Il Grand Canyon dello Yellowstone è il primo grande canyon sul fiume Yellowstone a valle della cascata Inferiore di Yellowstone nel Parco Nazionale di Yellowstone nel Wyoming, Stati Uniti d'America. Il canyon è lungo circa 39 km., ha una profondità tra i 240 e i 370 metri ed è largo da 400 metri ad un 1,2 km.

## Storia

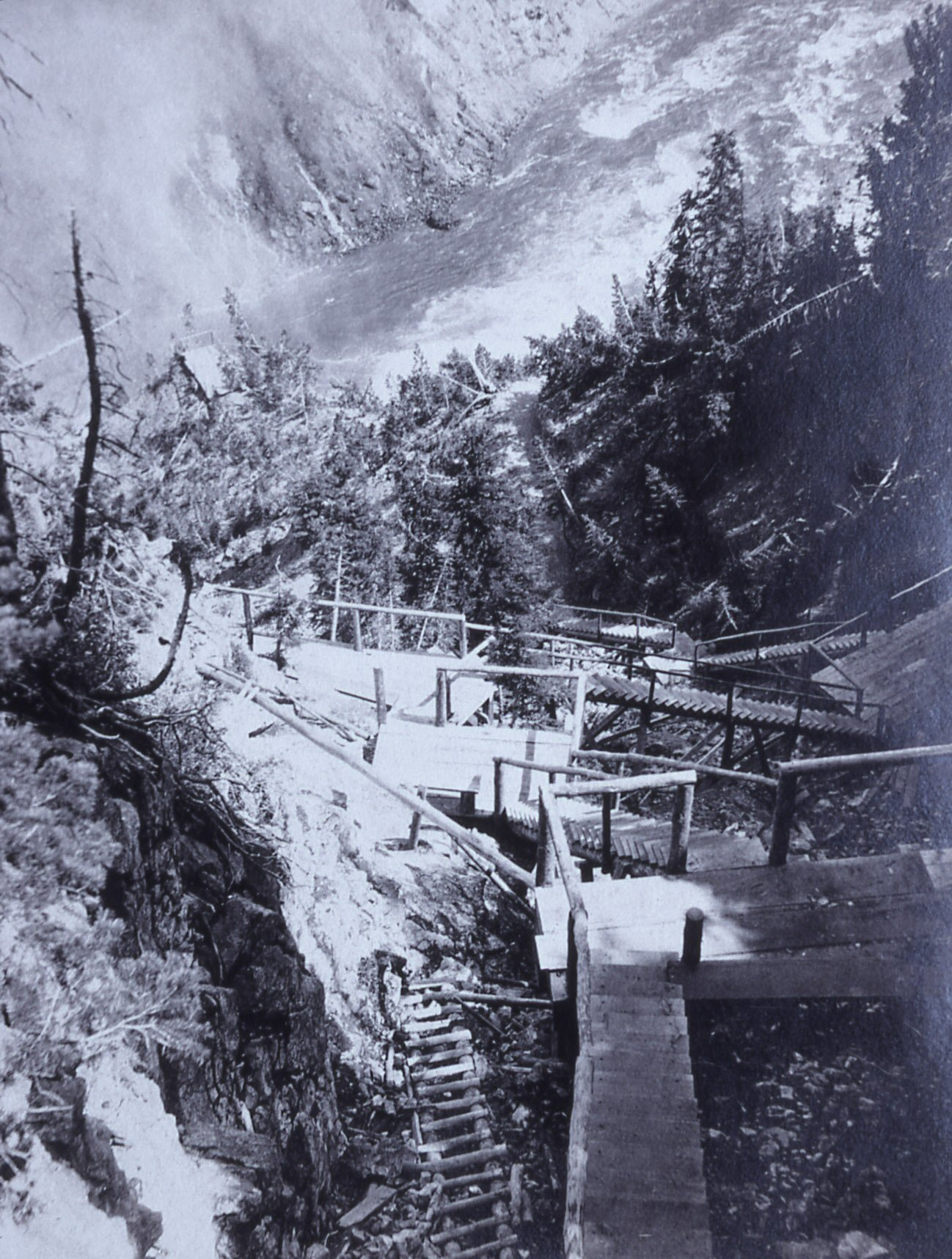
Zio Tom Trail

Sebbene cacciatori e cercatori d'acqua che visitarono la regione di Yellowstone fossero a conoscenza del canyon, le prime descrizioni significative furono pubblicizzate dopo la spedizione Cook–Folsom–Peterson del 1869 e la spedizione Washburn-Langford-Doane del 1870.
Quando Charles W. Cook vide per la prima volta il canyon dopo aver viaggiato verso ovest dalla valle di Lamar il 20 settembre 1869, scrisse successivamente nel suo diario:
(Charles W. Cook)
Un anno dopo, durante la spedizione di Washburn, dal 30 al 31 agosto 1870, il tenente Gustavus C. Doane descrisse il canyon con un po' più di dettagli scientifici:
(Gustavus C. Doane)
Nel 1890, H.F. Richardson (noto come Zio Tom), residente a Bozeman, ottenne un permesso per operare un traghetto attraverso il fiume Yellowstone, vicino al sito dell'odierno ponte di Chittenden, e portare i turisti nel canyon sotto le cascate inferiori su Uncle Tom's Trail. Sebbene il sentiero originale non esista più, c'è ancora una ripida scalinata che scende alla base delle cascate inferiori che si chiama Uncle Tom's Trail. Uncle Tom's Trail è un'escursione di circa 4,8 km.

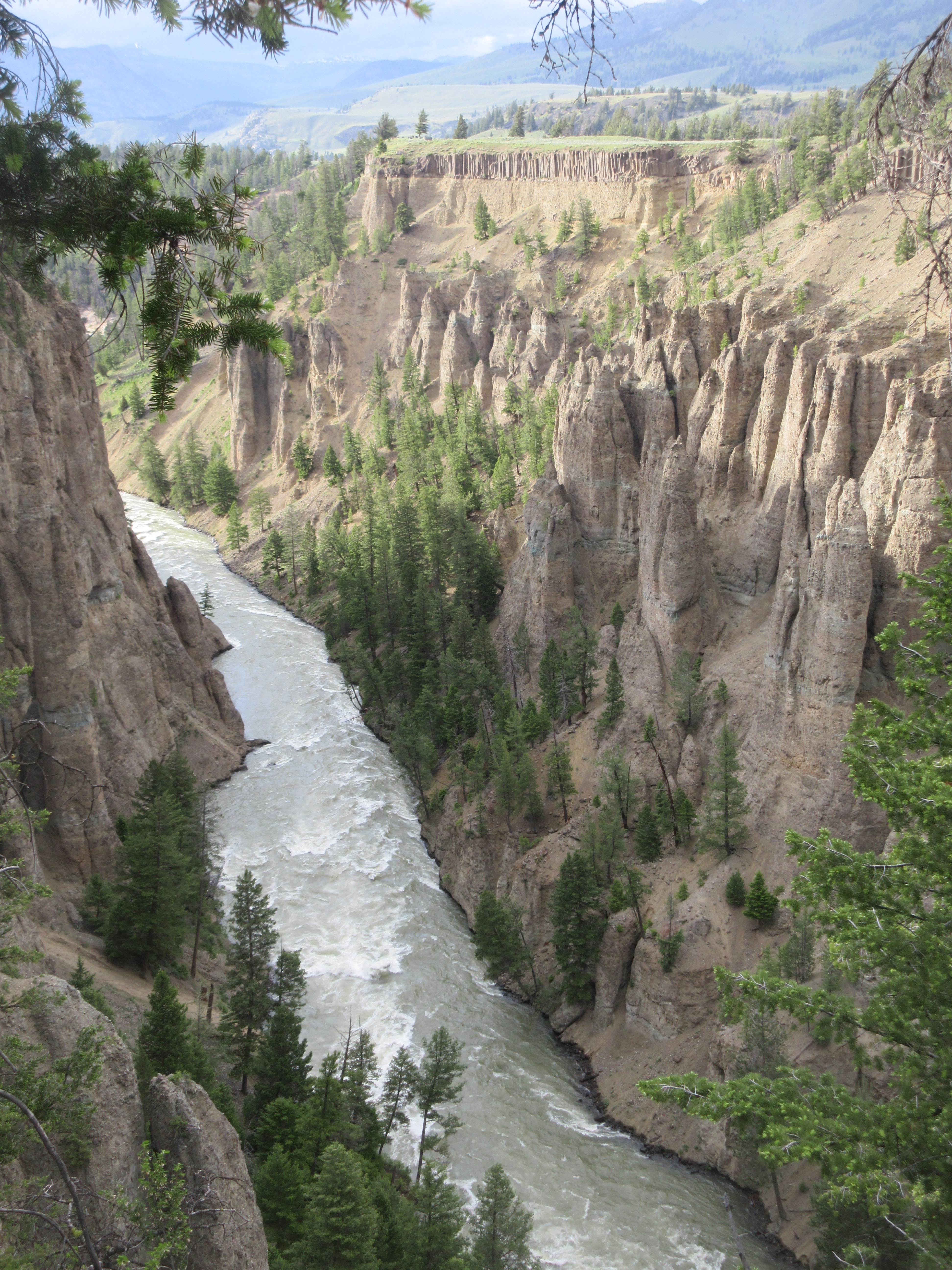
Calcite Spring

### Importanti punti di riferimento del Canyon
- Agata Creek 44°51′01″N 110°21′38″W
- Artista Point 44°43′16″N 110°28′46″W
- Calcite Spring 44°54′24″N 110°23′42″W
- Cascade Creek 44°43′00″N 110°29′58″W
- Inspiration Point 44°43′31″N 110°28′13″W
- Grand View 44°43′36″N 110°28′48″W
- Lookout Point 44°43′24″N 110°29′03″W
- Overhanging Cliff 44°53′44″N 110°23′22″W
- Sublime Point 44°43′28″N 110°27′39″W
- Seven Mile Hole 44.75363°N 110.4045°W
- Silver Cord Cascade 44°43′34″N 110°27′06″W

## Geologia
Le specifiche della geologia del canyon non sono ben comprese, tranne che si tratta del risultato dell'erosione del fiume Yellowstone e non della glaciazione. Dopo l'eruzione della Caldera di Yellowstone, di circa 600.000 anni fa, l'area è stata coperta da una serie di colate laviche ed è stata colpita anche dall'azione a cupola della caldera prima dell'eruzione. Il sito dell'attuale canyon, così come tutti i canyon precedenti, è stato probabilmente il risultato di questo sollevamento e della relativa fagliatura, che ha consentito all'erosione di procedere a un ritmo accelerato. L'area era anche ricoperta dai ghiacciai formatisi durante diverse ere glaciali. I depositi glaciali probabilmente hanno riempito il canyon tutto in una volta, ma da allora sono stati erosi, lasciando poche o nessuna prova della loro presenza.
Il canyon sotto le cascate inferiori di Yellowstone era un tempo il sito di un bacino di geyser che era il risultato di flussi di lava, estese faglie e calore sotto la superficie (correlato al punto caldo). Nessuno è sicuro di quando si sia formato il bacino dei geyser nell'area, anche se probabilmente era presente al momento dell'ultima glaciazione. L'azione chimica e termica del bacino del geyser ha causato l'alterazione idrotermica della roccia riolite, rendendola molto morbida e friabile e più facilmente erodibile (a volte paragonata alla cottura di una patata). La prova di questa attività termale esiste ancora nel canyon sotto forma di geyser e sorgenti termali che sono ancora attive e visibili. Anche l'area del Clear Lake, alimentata da sorgenti termali, a sud del canyon è probabilmente un residuo di questa attività. Secondo Ken Pierce, geologo dell'US Geological Survey, alla fine dell'ultimo periodo glaciale, circa 14.000-18.000 anni fa, si formarono dighe di ghiaccio alla foce del Lago Yellowstone. Quando le dighe di ghiaccio si sciolsero, un grande volume d'acqua si riversò a valle provocando imponenti alluvioni improvvise e un'erosione immediata e catastrofica dell'attuale canyon. Queste inondazioni improvvise probabilmente si verificarono più di una volta. Il canyon è una classica valle a forma di V, indicativa di erosione di tipo fluviale piuttosto che di glaciazione. Oggi il canyon è ancora eroso dal fiume Yellowstone.
I colori nel canyon sono anche il risultato di alterazioni idrotermali. La riolite nel canyon contiene una varietà di diversi composti di ferro. Quando il vecchio bacino dei geyser era attivo, la "cottura" della roccia causava alterazioni chimiche in questi composti del ferro. L'esposizione agli elementi ha fatto cambiare colore alle rocce che si stanno ossidando; in effetti, il canyon sta arrugginendo. I colori indicano la presenza o l'assenza di acqua nei singoli composti del ferro. La maggior parte dei gialli nel canyon sono il risultato del ferro presente nella roccia piuttosto che, come molti pensano, dello zolfo.

Panorama del canyon con le cascate inferiori